# Owczarek francuski briard

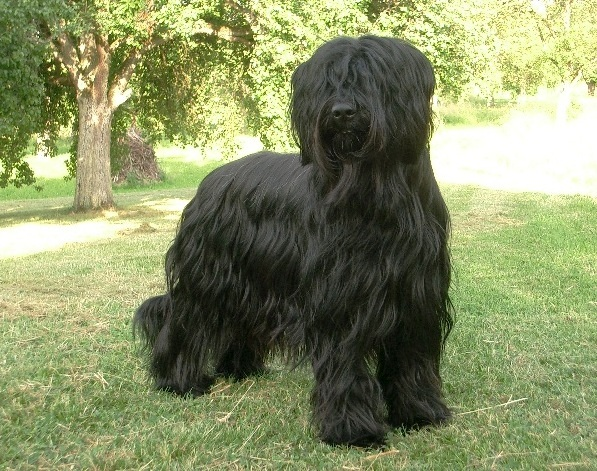
owczarek francuski – briard, przykład umaszczenia czarnego

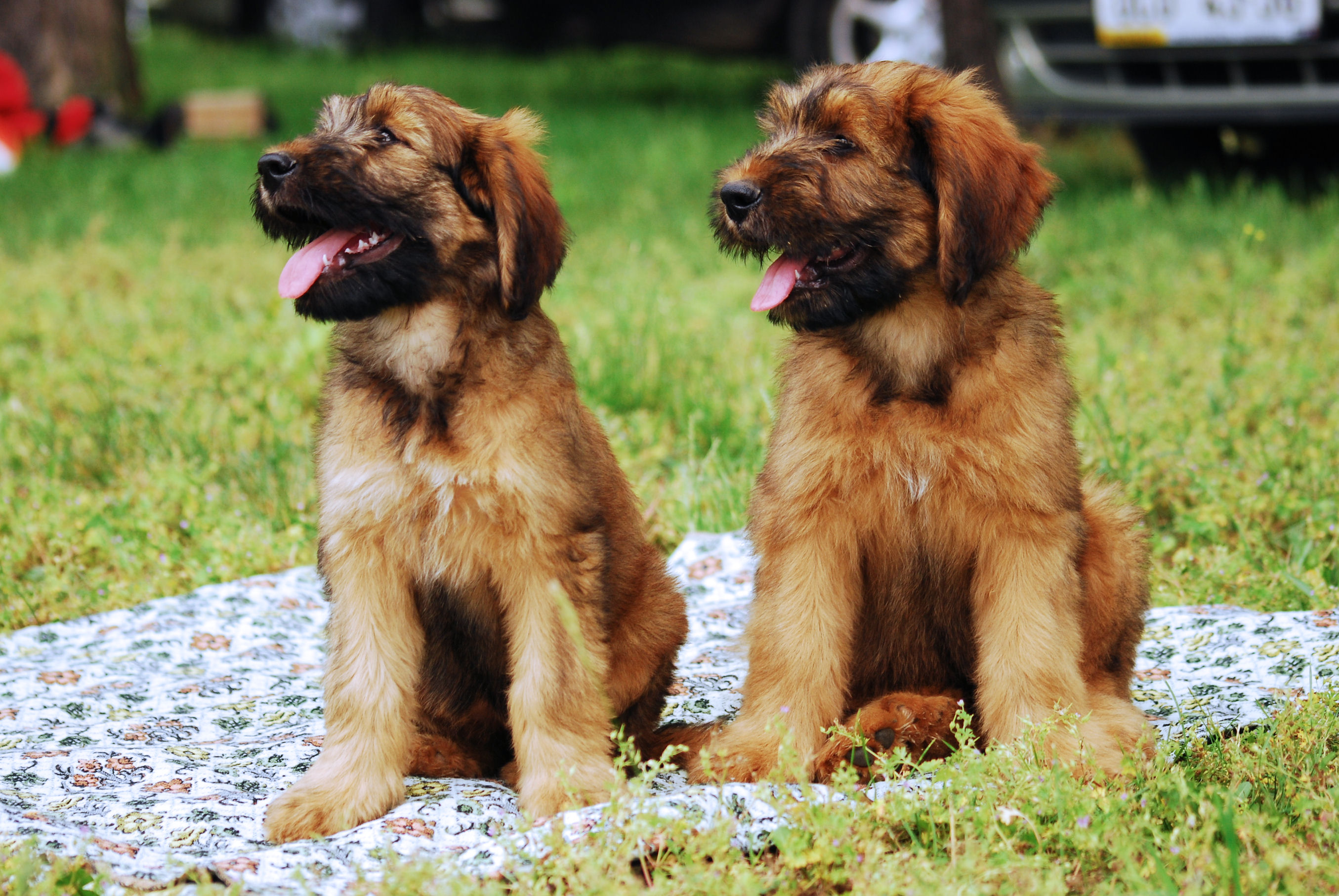
Owczarek francuski – briard, szczenięta

Owczarek francuski briard – jedna z ras psów należących do psów pasterskich i zaganiających, zaklasyfikowana do sekcji psów pasterskich (owczarskich). Podlega próbom pracy.

## Rys historyczny
Owczarek francuski Briard to stara francuska rasa psów pasterskich. Po raz pierwszy wspomniano o nim na piśmie w 1809 roku.

## Wygląd

### Budowa
Briard jest psem formatu prostokątnego, muskularnym i zwinnym. Posiada on charakterystyczne podwójne ostrogi (wilcze pazury) na tylnych kończynach – specyficzna cecha rasy.

### Szata i umaszczenie
Włos okrywowy powinien mieć suchą, tzw. kozią strukturę (nie miękki i nie jedwabisty) z pewnym podkładem podszerstka. Umaszczenie może być płowe, szare, czarne. Sierść briarda jest długa (minimum 7 cm), lekko pofalowana, włosy na głowie tworzą charakterystyczną: brodę, wąsy i grzywkę.

## Zachowanie i charakter
Briardy są inteligentnymi, pełnymi energii psami o rozwiniętym instynkcie obronnym. Tolerancyjne wobec dzieci oraz innych zwierząt.

## Użytkowość
Briardy są psami pasterskimi. Chętnie stróżują i opiekują się stadem, nawet psy hodowane w domu, czy w bloku, podejmują chętnie pracę psów pasterskich. W czasie wojen briardy wykorzystywano do wyszukiwania rannych spośród poległych na polu bitwy. O kimś poległym w czasie wojny mówiono: "briard się przy nim nie zatrzymał". Wykorzystywane są także do ratowania tonących. W ostatnich latach owczarki francuskie pełnią funkcje głównie psów do towarzystwa. Zaliczany do psów obronnych.

## Zdrowie i pielęgnacja
Owczarek francuski briard wymaga częstego i regularnego czesania włosa, pomimo długiej szaty w zasadzie nie linieje. Cieszy się dobrym zdrowiem. Dopuszczone do hodowli psy muszą mieć wykonane badanie RTG w kierunku dysplazji stawów biodrowych.